# Liriomyza tanaceti
Liriomyza tanaceti este o specie de muște din genul Liriomyza, familia Agromyzidae, descrisă de De Meijere în anul 1924.
Este endemică în Netherlands. Conform Catalogue of Life specia Liriomyza tanaceti nu are subspecii cunoscute.